# آب‌سردکن

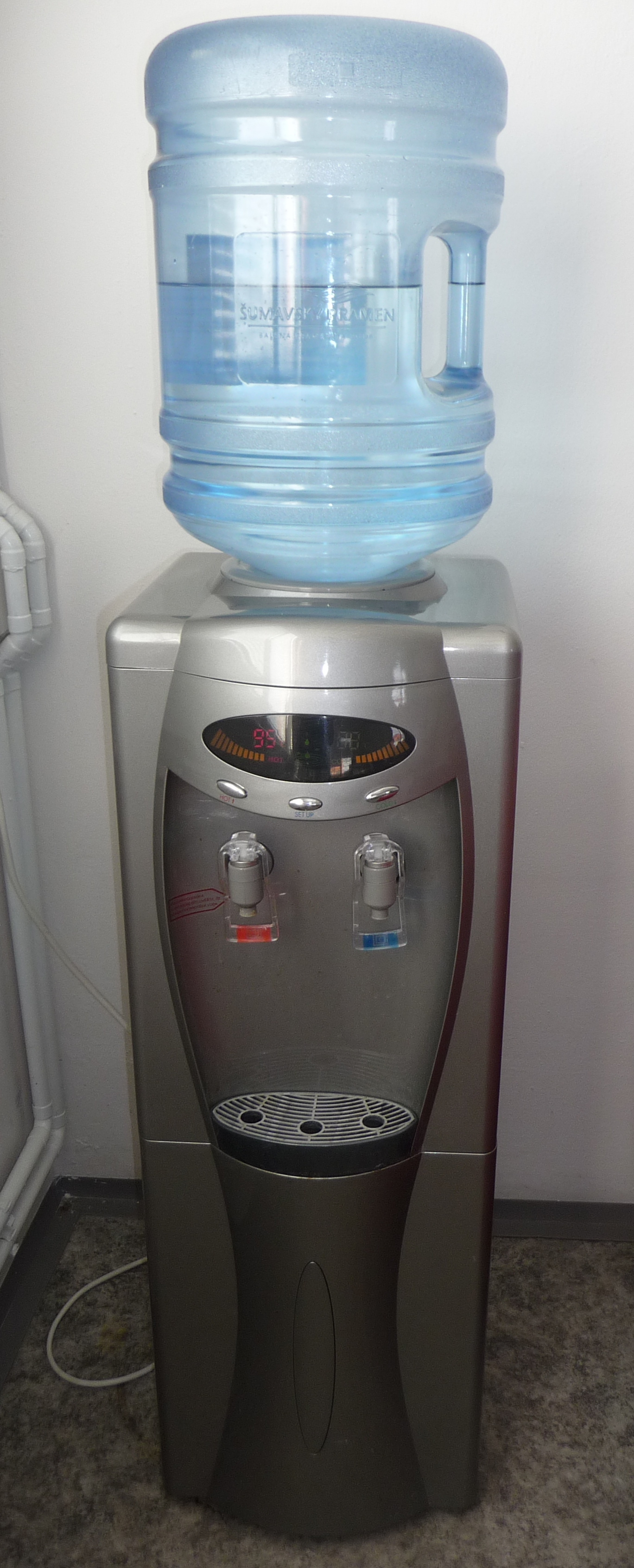
آب‌سردکن

آب سرد کن، دستگاهی است که آب آشامیدنی را سرد می‌کند و آن را در اختیار مصرف‌کنندگان قرار می‌دهد. آب سرد مصرفی در مناطق معتدل باید در گستره دمایی ۱۵–۱۰درجه سانتیگراد و در مناطق گرمسیر در گستره دمایی ۱۸–۱۳ درجه سانتیگراد باشد و شرایط بهداشتی مد نظر قرار گیرد.

## انواع آب سرد کن

### آب سرد کن‌های مخزن دار مجهز به شناور

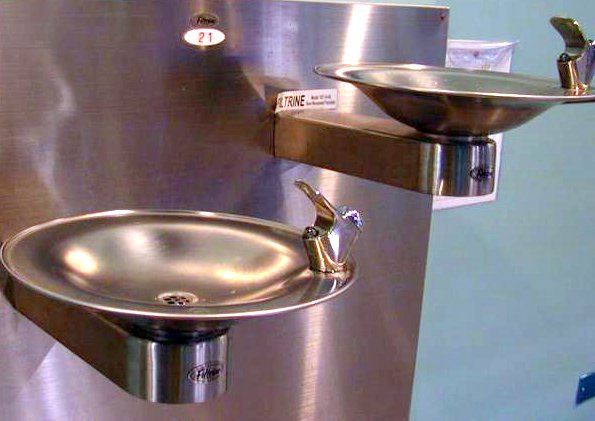
آب سردکن‌های سنتی

این آب‌سردکن‌ها به آب لوله‌کشی وصل می‌شوند و مخزن آن‌ها توسط یک شیر مجهز به شناور همیشه پر می‌ماند و هم چنین برای آب اضافی که ممکن است در حین خوردن آب سرد پیدا شود، مستقیماً به مجرای فاضلاب وصل هستند. بیشتر این نوع را در شرکت‌ها و محل‌های عمومی می‌توان دید.
این نوع آبسرد کن‌ها معمولاً از یک سیستم پمپ حرارتی (مانند یخچال) برای خنک کردن آب استفاده می‌نمایند. لوله‌های اواپراتور به شکل لوله مسی به دور یک مخزن فلزی جوش می‌خورد. آب وارد مخزن می‌شود و با مصرف برق توسط مدار خنک‌کننده، خنک می‌شود. با مصرف آب، شناور تعبیه شده در مخزن پایین می‌آید و شیر آب ورودی باز می‌شود تا مخزن پر شود.
برای رعایت اصول بهداشتی لوله‌های اواپراتور که حاوی گاز است نباید
با آب مصرفی تماس پیدا کند. به عبارتی لوله‌ها باید خارج مخزن باشند؛ که این خود اتلاف انرژی چشمگیری را در پی دارد. قدرت سیستم برودتی باید به اندازه‌ای باشد که دیواره‌های مخزن یخ نزند ولی آب به سرعت خنک شود!
ظرفیت سرمایش:
بر اساس شرایط استاندارد آب‌سردکن‌ها باید در یک ساعت نصف ظرفیت مخزن خود آب خنک تحویل دهند؛ مثلاً آب سردکنی با مخزنی به حجم ۱۵۰ لیتر اگر استاندارد باشد باید ۷۵ لیتر در ساعت آب خنک دهد. یا به عبارتی ظرفیت سرمایش آن ۷۵ لیتر بر ساعت است.

#### چرا آب‌سردکن‌ها معمولاً آب گرم می‌دهند؟
اگر ناگهان نرخ مصرف آب بالا رود (مثلاً ساعات پس از ناهار) همان‌طور که گفته شد آب خنک شده از مخزن خارج می‌شود و از شیر شناور آب گرم جایگزین آن می‌شود؛ بنابراین نرخ مصرف آب سرد با کیفیت دمای آب نسبت عکس دارد؛ یعنی هر زمان آب بیشتری مصرف کنیم به تدریج آب گرمتری نصیبمان می‌شود؛ مثلاً فرض کنید ساعت ۱۱ صبح آبسردکن را به برق وصل می‌کنیم. آب در عرض یک ساعت به دمای ۹ درجه سانتیگراد می‌رسد البته اگر کسی در عرض این یک ساعت آب ننوشد. آب درون مخزن در بهترین شرایط ممکن در دمای ۹ درجه سانتیگراد قرار دارد. ساعت ۱۲ ظهر است نفر اولی که از آبسرد کن استفاده می‌کند، آب ۹ درجه مصرف می‌کند. اما همان مقدار که او آب مصرف می‌کند آب گرم جایگزین آب رفته از مخزن می‌شود؛ بنابراین نفر بعد آب گرمتری می‌خورد و همین‌طور برای نفرات بعد در حالی که آبسردکن فرصت خنک کردن آب درون مخزن را ندارد. به همین علت در ساعات پیک مصرف آب آشامیدنی همه آب گرم می‌خورند.

### آب‌سردکن‌های بابلر (بطری دار با قابلیت تعویض بطری)
منبع آب مصرفی در آن‌ها به صورت بطری‌های بزرگی است که به‌طور وارونه روی آب سرد کن قرار می‌گیرند و بعد از خالی شدن باید بطری خالی را با بطری جدیدی که پر از آب است جایگزین کرد.
این آب سرد کن‌ها نیز از پمپ حرارتی بهره می‌برند؛ اما اپراتور به صورت صفحه‌ای است که جدا از مخزن بوده و آب در حجم کم با قرار گرفتن بر روی صفحه خنک می‌شود. این سیستم برای استفاده در مکان‌هایی با مصرف آب کم مناسب می‌باشد.

### آب‌سردکن آنی (ANI)
این نوع آبسرد کن در سال ۲۰۰۷ میلادی اختراع و ثبت گردید. سیستم خنک‌کننده مورد استفاده همان پمپ حرارتی یا سیکل یخچال است. اما امکانات ذخیره انرژی در سیستم تعبیه گردیده‌است و منبع آب آشامیدنی که در مواردی منبع تجمع آلودگی هاست حذف گردیده‌است.
در این نوع از آبسردکن آب به صورت لحظه‌ای (آنی) خنک می‌گردد. از همین روی با افزایش نرخ مصرف آب دمای آب افزایش نمی‌یابد؛ لذا در ساعات پیک مصرف آب سرد نیز دمای آب ثابت و بین ۱۳–۹ درجه سانتیگراد می‌باشد.
همچنین با این سیستم امکان لوله‌کشی آب خنک به نقاط مختلف میسر می‌باشد. به عبارتی در اماکن بزرگ که احتیاج به ارائه آب خنک در چند نقطه احساس شود، مانند ساختمان‌های چند طبقه، می‌توان از این سیستم به عنوان پکیج آب سرد مرکزی بهره برد و با لوله‌کشی و طراحی چشمه آب را انتقال داد؛ زیرا برخلاف دو نوع یادشده فشار آب خروجی به فشار استاتیکی منبع وابسته نیست.